# Jim Bridger
James Felix Bridger, zvaný Jim Bridger (17. března 1804 Richmond — 17. července 1881 Kansas City), byl Američan, který jako lovec kožešin procestoval neprobádaná území Divokého západu.

## Biografie
V roce 1812 se s rodiči přistěhoval z východního pobřeží do Missouri. Vyučil se kovářem, roku 1822 se přidal k výpravě na Západ, kterou vedl generál William Henry Ashley, a stal se příslušníkem Rocky Mountain Fur Company, zabývající se obchodem s bobřími kožešinami.
Byl jedním z prvních bílých mužů, kteří navštívili Velké Solné jezero a gejzíry v Yellowstonu, objevil zkratku na Oregonské stezce, která se podle něj nazývá Bridger Pass. V roce 1843 založil obchodní stanici Fort Bridger ve Wyomingu. Byl třikrát ženat, pokaždé s indiánskou dívkou, ovládal řadu domorodých jazyků a důkladně znal Skalnaté hory, proto byl vyhledávaným průvodcem pionýrů hledajících nový život na Západě, včetně prvních mormonů, i oddílů americké armády.
V roce 1868 ho zhoršující se zdraví i změna poměrů v krajině Skalnatých hor, kam přicházelo stále více lidí a narůstaly konflikty s původními obyvateli, přiměly vrátit se na rodinnou farmu v Missouri, kde také zemřel.

## Legenda a pocty
Jim Bridger byl také vyhlášeným vypravěčem, který své skutečné zážitky z divočiny mísil s řadou mystifikací, proto je jako legenda dobývání Západu zmíněn v řadě písní, knih a filmů. Posloužil i jako inspirace pro postavy různých westmanů – fiktivních hrdinů Divokého západu. V řadě amerických měst jsou jeho sochy, jmenuje se po něm také chráněné území Bridger-Teton National Forest, pohoří Bridger Mountains a lyžařský areál Bridger Bowl nedaleko Bozemanu.

### Píseň
Leon Payne na jeho oslavu složil píseň The Jim Bridger Story, jejíž interpretem byl Johnny Horton. Do češtiny ji volně přeložil a nazpíval Jiří Grossmann. V české kultuře song však asi nejvíce zpopularizoval Jan Vyčítal v textu písně Blízko Little Big Hornu, jednoho ze šlágrů české country, kterou s Greenhorny nazpíval Michal Tučný. Zde není hlavním tématem Jim Bridger ale bitva u Little Bighornu a s originálem má tato verze kromě hudby společné jen údajné Bridgerovo varování generálu Custerovi před Siouxy. Ve skutečnosti měl Bridger v době konání bitvy již 72 let a byl dávno na odpočinku. Existuje také jiná, tematicky odlišná česká verze od kapely The Strangers s Jindrou Šťáhlavským, jejíž hlavní postava nemá s Jimem Bridgerem kromě jména mnoho společného.